# Нара
Нара (јап. 奈良市) град је у Јапану у префектури Нара. Према попису становништва из 2005. у граду је живело 370.106 становника. Седам храмова и неколико археолошких налазишта су специфичности овог града. Нарочито популарни за посетиоце су храмови Тодајџи, Сајдајџи, Кофокуџи, Касуга Шрине, Гангоџи, Јакушиџи, Тошодајџи и Хејјо Палата. Околне рушевине су под заштитом УНЕСКА и део светске културне баштине.

## Историја
Нара је био главни град Јапана у периоду од 710. до 784. године. Град је саграђен по моделу кинеског главног града за време династије Танг, Чангана (Chang'an), данас познатог као Ксиан (Xi'an). После 784. године престоница је премештена у Нагаока-кјо (長岡京) у провинцију Јамаширо, и коначно 794. године у Кјото, што је био почетак Хејан периода.
Према записима из Нихон Шоки-ја, име Нара потиче од јапанског глагола нарасу (平す) - (поравнати). Међутим, на корејском језику Нара (나라) има значење земље или краљевства.
У модерно доба Нара је седиште владе провинције, и развила се у локални центар трговине. Нара је проглашена градом 1. фебруара 1898. године.

## Становништво
Према подацима са пописа, у граду је 2005. године живело 370.106 становника.
| 1995.   | 2000.   | 2005.   |
| ------- | ------- | ------- |
| 368.039 | 374.944 | 370.106 |

## Занимљивости
Нара је позната по јеленима, који слободно шетају градом, нарочито у парковима и посетиоци их могу хранити и уживати у њиховом друштву.

## Градови побратими
- Ђенгђу − (Gyeongju), некадашња престоница крељевине Сила на југоистоку Кореје.
- Ксиан − (Xi'an), некадашња престоница династије Танг у Кини.
- Толедо, Шпанија − (Toledo, Spain), средњовековна престоница Шпаније.
- Версај − (Versailles), палата у Француској поред Париза.
- Канбера − (Canberra), главни град Аустралије.

## Позната места
Нара је познато туристичко одредиште. По предању, први владар Јапана, Ђиму, када је долазио на земљу са небеса, јахао је јелена и да су данашњи јелени из Наре у ствари потомци тог светог јелена.
| - Будистички храмови - Тодајџи − (Tōdai-ji), укључујући Нигатсу до (Nigatsu-dō) - Сајдајџи − (Saidai-ji) - Кофукуџи − (Kōfuku-ji) - Гангоџи − (Gangō-ji) - Јакушиџи − (Yakushi-ji) - Тошодајџи − (Tōshōdai-ji) - Шинтоистичка места ходочашћа - Касуга Шрине − (Kasuga Shrine) | - Царске палате - Палата Хејџо − (Heijo Palace) - Остало - Нара Мачи − (Nara-machi) - Парк Нара − (Nara Park) - Рибњак Сарусава −(Sarusawa Pond) - Вакакусајама − (Wakakusa-yama) |

## Образовање
У школство је укључена и позната Тодајџи Гаукен школа основана од стране храма 1926. године.

## Економија
Град Нара је седиште префектуре, па су државне институције, разне финансијске институције, велике компаније и њихове филијале концентрисане у граду. Многе од њих се налазе у близини станица Кинтецу Нара и Шин-Омија. У Нари се налазе седишта компанија као што су Јужна обала и Нара транспорт, које обављају аутобуски превоз у области. Јапанска компанија Кинтецу и њена група компанија имају велики утицај на економију Наре и блиско су повезани са туристичком индустријом.
Годишњи број туриста је око 14 милиона, али је већина њих данашњих посетилаца из Кјота и Осаке, који долазе на једнодневне излете. Број хотела и њихова заузетост су релативно ниски као и у целом Јапану.
Велики трговачки центри као што су Нара Фамили, Паради, Ми Нара и Ион Мол су лоцирани у граду. У близини станица Такајама и Гакуенмаје постоје разне продавнице и ресторани. У граду постоје и традиционалне индустрије као што су производња четки и тушева, али њихова економска снага је релативно мала. У јужном делу града постоје велике фабрике компанија као што су Даиво Хаус, Секисуи Кемикал и Скета.
Развој стамбених насеља је почео пре рата, али је после 1950. године, фокусиран на подручје око станице Гакуенмаје, где су се градили стамбени комплекси под вођством приватних компанија. Године 1972. је почео развој великог стамбеног насеља Хејџо-Џутаку у северном делу града. После тога, развој стамбених насеља се наставио у целом граду, а посебно дуж линија Кинтецу Нара и Кинтецу Кејхан. Ови региони су постали спаваонице за Осаку, па је број становника који раде или студирају у Осаки веома висок.
Године 2010. је одржан фестивал Хејџо 1300 година, а у том периоду је извршена реконструкција железничке станице Нара и околине. У том периоду је обновљена и Хејџо палата, а обновљени су и храмови Јакушиџи и Кофукуџи. После тога, град је наставио да се развија, а предвиђа се да ће бити још већи развој због Светског сајма у Осаки 2025. и отварања Линије Шинкансен 2037. године.

## Слике
- Будистички храм Тодајџи
- Храм Тодајџи (Tōdai-ji)
- Јелен се одмара у парку
- Кофуку ђи − (Kōfuku-ji) будисточки храм у центру Наре
- Храм Кофукуџи
- Храм и Пагода Јакушиџи
- Јакушиџи
- Кашуган Тајша